# Kamakuraperiode
De Kamakuraperiode (鎌倉時代, Kamakura jidai) is een tijdperk uit de geschiedenis van Japan, dat duurde van 1185 tot 1333. Het tijdperk is vernoemd naar het Kamakura-shogunaat, dat tijdens vrijwel deze hele periode aan de macht was in Japan. Dit shogunaat werd officieel opgericht in 1192 in Kamakura door de eerste Shogun van Japan, Minamoto no Yoritomo. In 1333 kwam er een einde aan het shogunaat door de Kenmu-restauratie.

## Achtergrond
De Kamakuraperiode kenmerkt zich door de toename van geavanceerde militaire technologieën, als gevolg van de gespecialiseerde gevechtstroepen. Het land was nog altijd verdeeld in verschillende heerlijkheden onder leiding van een heer, maar deze heren hadden nu ook vaak vazalleiders in dienst met hun eigen stukje grond.
Het door Minamoto no Yoritomo opgerichte shogunaat was geen nationaal regime, maar had wel de macht over een groot stuk land. Dit regime vocht onder andere tegen de Noordelijke Fujiwara. In 1189 werd de vierde leider van deze clan, Fujiwara no Yasuhira, verslagen door Yoritomo.
In 1180 sloot de Hojo-clan zich bij Minamoto aan, maar deze clan kreeg al snel een grote machtspositie binnen het shogunaat. Het hoofd van de Hojo richtte een nieuw regeersysteem op waarin hij zelf de shikken werd; een regent van de Shogun. Onder regering van de Hojo werden enkele belangrijke administratieve wijzigingen doorgevoerd. Zo richtte in 1225 Hojo Yasutoki de raad van de staat op. Tevens werd een nieuwe militaire machtscode ingevoerd, de Goseibai Shikimoku. Deze bleef gedurende 635 jaar in gebruik.
Tijdens de Kamakuraperiode vond ook een van de belangrijkste militaire gebeurtenissen uit de geschiedenis van Japan plaats; de Mongoolse invasies van Japan. Tweemaal probeerden de Mongolen onder leiding van Koeblai Khan Japan binnen te dringen, maar beide aanvallen werden afgeslagen. De oorlog putte de voorraden van de overheid echter uit, waardoor nieuwe belastingen werden ingevoerd. Tevens bleek de overheid niet in staat om alle samoerai die mee hadden geholpen de aanval af te slaan te kunnen belonen voor hun werk, wat tot onenigheid leidde binnen de troepen. De zwakke economie gecombineerd met plunderingen door ronin maakten dat de machtspositie van het shogunaat begon te wankelen.
Toen keizer Go-Daigo aan de macht kwam, wilde hij het shogunaat omver werpen en zelf weer de macht in handen krijgen. Dit luidde het einde van de Kamakuraperiode in, en het begin van de Kenmu-restauratie.

## Boeddhisme
De grote onrust in het land tijdens de Kamakuraperiode, versterkte bij veel mensen de noodzaak om hun heil te zoeken in het geloof. Dit kwam het boeddhisme ten goede. Er ontstonden twee nieuwe stromingen; Jodo shu en Zen. Het klooster bij de berg Hiei verkreeg grote politieke macht.
Een aantal monniken die de Tendai-sekte van het Boeddhisme hadden verlaten, richtten hun eigen sektes op waaronder:
- Honen, oprichter van Jodo shu.
- Shinran, leerling van Honen en oprichter van Jōdo Shinshū
- Ippen, oprichter van de Ji-sekte.
- Dōgen, oprichter van de Sotoschool voor Zen.
- Eisai, oprichter van de Rinzaischool voor Zen.
- Nichiren, oprichter van het Nichiren-boeddhisme.

## Gebeurtenissen
- 1185: De Tairaclan wordt verslagen in de slag bij Dan-no-ura door Minamoto Yoshitsune,[1]
- 1192: De keizer maakt Yoritomo tot shogun (militaire leider), met een eigen verblijf in Kamakura. Het eerste shogunaat wordt opgericht.
- 1199: Minamoto no Yoritomo sterft
- 1207: Honen en zijn volgelingen worden verbannen uit Kioto of geëxecuteerd.
- 1221: Het leger van Kamakura verslaat het keizerlijk leger tijdens de Jokyu-oorlog. Het shogunaat neemt de leiding over het land over van de keizer.
- 1227: De Sōtō-sekte van Zen wordt opgericht.
- 1232: De Jōei Shikimoku regelcode wordt ingevoerd.
- 1274: De Mongolen ondernemen een invasie in Japan, maar worden verslagen.
- 1274: Nichiren wordt verbannen naar het eiland Sado
- 1281: De Mongolen ondernemen een tweede invasie, maar ook deze faalt door toedoen van een zware tyfoon.
- 1293: op 27 mei worden de Sagamibaai en Kamakura getroffen door een aardbeving en een tsunami. 23.034 mensen komen om.[2]
- 1333: Nitta Yoshisada verovert en vernietigt Kamakura, waarmee een einde komt aan de regeerperiode van het Kamakura-shogunaat.[3]

## Keizerlijke regeerperiodes
Binnen de Kamakuraperiode onderscheidt men de volgende tijdsperiodes, verbonden met de regeerperiode van een keizer:
| - Kenkyū (1190–1199) - Shōji (1199–1201) - Kennin (1201–1204) - Genkyū (1204–1206) - Ken'ei (1206–1207) - Jōgen (1207–1211) - Kenryaku (1211–1213) - Kempo (1213–1219) - Jōkyū (1219–1222) - Jōō (1222–1224) - Gennin (1224–1225) - Karoku (1225–1227) - Antei (1227–1229) - Kangi (1229–1232 - Jōei (1232–1233) - Tenpuku (1233–1234) |  | - Bunryaku (1234–1235) - Katei (1235–1238) - Ryakunin (1238–1239) - En'ō (1239–1240) - Ninji (1240–1243) - Kangen (1243–1247) - Hōji (1247–1249) - Kenchō (1249–1256) - Kōgen (1256–1257) - Shōka (1257–1259) - Shōgen (1259–1260) - Bun'ō (1260–1261) - Kōchō (1261–1264) - Bun'ei (1264–1275) - Kenji (1275–1278) - Kōan (1278–1288) |  | - Shōō (1288–1293) - Einin (1293–1299) - Shōan (1299–1302) - Kengen (1302–1303) - Kagen (1303–1306) - Tokuji (1306–1308) - Enkyō (1308–1311) - Ōchō (1311–1312) - Shōwa (1312–1317) - Bunpō (1317–1319 - Gen'ō (1319–1321) - Genkō (1321–1324) - Shōchū (1324–1326) - Karyaku (1326–1329) - Gentoku (1329–1331) - Genkō (1331–1333) Kozo Yamamura: The Cambridge History of Japan, Vol. 3: Medieval Japan. Cambridge University Press, 1990. |